# ميلاد رزق
ميلاد رزق هو ممثل وممثل صوت لبناني.

## فيلموغرافيا

### أفلام
- أرض الطف. 2007

### تلفاز
| السنة | العنوان             | الدور | ملاحظات         |
| ----- | ------------------- | ----- | --------------- |
| 2002  | الجبال حين تنهار    |       |                 |
| 2008  | Cheri بالتقسيط      |       |                 |
| 2010  | تخت شرقي            |       | تصوير فوتوغرافي |
| 2015  | العراب - نادي الشرق |       | تصوير فوتوغرافي |

### أدوار الدبلجة
- كونغ فو شاولين - توشيرو توهوميكو
- مختبر دكستر - والد دكستر
- مريم المقدسة
- ابطال التايتنز

## وصلات خارجية
- ميلاد رزق على موقع IMDb (الإنجليزية)